# استان اررا
استان اررا (به اسپانیایی: Provincia de Herrera) یکی از ده استان پاناما است که در جنوب این کشور واقع شده‌است. استان اررا ۲٬۳۴۰٫۷ کیلومتر مربع مساحت و ۱۱۱٬۶۴۷ نفر جمعیت دارد. در ضمن از نظر مساحت اررا کوچکترین استان پاناما محسوب می‌شود.